# Lo que me dé la gana
Lo Que Me Dé la Gana es el cuarto álbum de estudio solista del cantante español de música rock Dani Martín. Fue publicado el 16 de octubre de 2020 por Sony Music.
Es el álbum más experimental del cantante; al igual que los anteriores discos, contiene canciones de pop rock como "Portales" y "Tu Revolución" y baladas como "La Balanza" y "Cómo Me Gustaría Contarte", pero también introduce otros ritmos musicales, como en "Empieza la Función", que abre el disco con un aire teatral y circense, "La Mentira", que Dani Martín define como una cumbia balcánica apocalíptica, "La Jaula", que mezcla pop urbano con guitarras flamencas y "Se Acaba la Función", que cierra el disco con un rap.
Al final de la canción "La Mentira", el cantautor español Joaquín Sabina hace un cameo al final diciendo "pero que nadie se entere".
La canción "Cómo Me Gustaría Contarte" está dedicada a Miriam Martín, la hermana mayor de Dani Martín, quien falleció en 2009 a causa de un infarto cerebral.

## Lista de canciones
| Lo Que Me Dé La Gana |                                        |                                                                                  |          |  |
| N.º                  | Título                                 | Letras                                                                           | Duración |  |
| 1.                   | «Empieza la Función» (con Coque Malla) | Dani Martín, Iñaki García                                                        | 2:09     |  |
| 2.                   | «La Mentira» (con Joaquín Sabina)      | Dani Martín, Camilo, Jon Leone                                                   | 2:58     |  |
| 3.                   | «Portales»                             | Dani Martín, Iñaki García                                                        | 3:46     |  |
| 4.                   | «Lo Que Me Dé La Gana»                 | Dani Martín, Camilo, Jon Leone                                                   | 3:05     |  |
| 5.                   | «Cómo Me Gustaría Contarte»            | Dani Martín                                                                      | 3:50     |  |
| 6.                   | «Los Huesos» (con Juanes)              | Dani Martín, Juanes, Mau Montaner, Rafael Arcaute, Ricky Montaner, Tainy, Camilo | 3:08     |  |
| 7.                   | «Julia»                                | Dani Martín, Guy Chamber                                                         | 4:30     |  |
| 8.                   | «La Jaula» (con Alejandro Sanz)        | Dani Martín, Rafael Arcaute, Camilo, Tainy                                       | 3:01     |  |
| 9.                   | «Capitán»                              | Dani Martín, Iñaki García                                                        | 4:30     |  |
| 10.                  | «Avioncito de Papel» (con Camilo)      | Dani Martín, Camilo, Rafael Arcaute                                              | 3:50     |  |
| 11.                  | «Se Acaba la Función»                  | Dani Martín                                                                      | 2:22     |  |

| Caras B |                 |             |          |  |
| N.º     | Título          | Letras      | Duración |  |
| 12.     | «Baby Driver»   | Dani Martín | 3:48     |  |
| 13.     | «La Balanza»    | Dani Martín | 3:31     |  |
| 14.     | «Tu Revolución» | Dani Martín | 4:07     |  |